# 嶋津格
嶋津 格（しまづ いたる、1949年1月31日 - ）は、日本の法学者。専門は法哲学。法学博士（東京大学・1982年）。千葉大学名誉教授。2005年から日本法哲学会理事長、2000年から2004年まで日本学術会議会員。

## 略歴

### 学歴
- 1973年 東京大学法学部第1類（私法コース）卒業
- 1974年 東京大学法学部第3類（政治コース）卒業
- 1982年 東京大学大学院法学政治学研究科基礎法学専攻博士課程修了（法学博士、学位論文「F.A ハイエクの法理論とその基礎」[2]）。

### 職歴
- 1976年 司法修習修了
- 1979年 弁護士（千葉県弁護士会）（-1987年8月）
- 1984年 亜細亜大学法学部専任講師
- 1987年 亜細亜大学法学部助教授
スタンフォード大学フーバー研究所客席研究員（1987年9月-1988年8月）
- 1992年 亜細亜大学退任、千葉大学着任。同法経学部法学科教授
1998年 -1999年 同学部法学科長
2001年 -2003年 同大学大学院社会文化科学研究科長、千葉大学評議員
- 2004年4月 - 2014年3月 千葉大学大学院専門法務研究科教授（法経学部・大学院人文科学研究科兼務）
2004年4月 - 2006年3月 同学部法学科長
2006年4月 - 2009年3月 国立大学法人千葉大学副理事・評議員、千葉大学言語教育センター長
2009年4月 - 2014年3月 国立大学法人千葉大学大学理事（組織担当）・経営協議会学内委員・教育研究評議会委員・大学院専門法務研究科教授
- 2014年4月 - 千葉大学名誉教授

この間専修大学法科大学院兼任講師等も歴任。

### 学会活動
- 1998年 - 2002年 日本ポパー哲学研究会代表
- 2000年 - 2002年 日本公共政策学会理事
- 2000年 - 2004年 日本学術会議第二部会員（弟18期・19期）
- 1989年 - 日本法哲学会理事
2005年 - 2009年 日本法哲学会理事長 [3][4]
- 2014年 - 日本学術会議連携会員[5]

### 社会的活動
- 2000年 - 2002年 千葉県県立高等学校再編計画策定懇談会座長

## 著書

### 単著
- 『自生的秩序――F.A.ハイエクの法理論とその基礎』（木鐸社、1985年）
- 『問いとしての〈正しさ〉――法哲学の挑戦』（NTT出版、2011年）

### 共著・部分執筆
- （上原行雄・長尾龍一編）『自由と規範――法哲学の現代的展開』（東京大学出版会、1985年）
- （碧海純一編）『現代日本法の特質』（放送大学教育振興会、1991年）
- （棚瀬孝雄編）『現代の不法行為法──法の理念と生活世界』（有斐閣、1994年）
- （岩村正彦ほか編）『講座 現代の法（15）現代法学の思想と方法』（岩波書店、1997年）
- （井上達夫編）『新・哲学講義（7）自由・権力・ユートピア』（岩波書店、1998年）
- （江原由美子編）『性・暴力・ネーション――フェミニズムの主張4』（勁草書房、1998年）
- （ポパー哲学研究会編）『批判的合理主義』（未來社、2001年）
- （坂本百大・野本和幸編）『科学哲学──現代哲学の転回』（北樹出版、2002年）
- （塩野谷祐一・鈴村興太郎・後藤玲子編）『福祉の公共哲学』（東京大学出版会、2004年）
- （越智貢ほか編）『岩波応用倫理学講義（7）――問い』（岩波書店、2004年）

### 共編著
- （井上達夫・松浦好治）『法の臨界（全3巻）』（東京大学出版会、1999年）

### 訳書
- ロバート・ノージック『アナーキー・国家・ユートピア――国家の正当性とその限界（上・下）』（木鐸社、1985／1989年）
- マイケル・オークショット『政治における合理主義』（勁草書房、1987年）
- チャンドラン・クカサス、フィリップ・ペティット:山田八千子と共訳『ロールズ――『正義論』とその批判者たち』（勁草書房、1996年）
- フリードリヒ・ハイエク述、スティーヴン・クレスゲ、ライフ・ウェナー編『ハイエク、ハイエクを語る』（名古屋大学出版会、2000年）
- ランディ・バーネット『自由の構造――正義・法の支配』（木鐸社、2000年）